# Arquidiócesis de Atenas (católica)
La arquidiócesis de Atenas (en latín: Archidioecesis Atheniensis y en griego: Ρωμαιοκαθολική Αρχιεπισκοπή των Αθηνών) es una circunscripción eclesiástica de la Iglesia católica en Grecia. Se trata de una arquidiócesis latina inmediatamente sujeta a la Santa Sede. Desde el 14 de julio de 2021 su arzobispo es Theodoros Kontidis, de la Compañía de Jesús.

## Territorio y organización

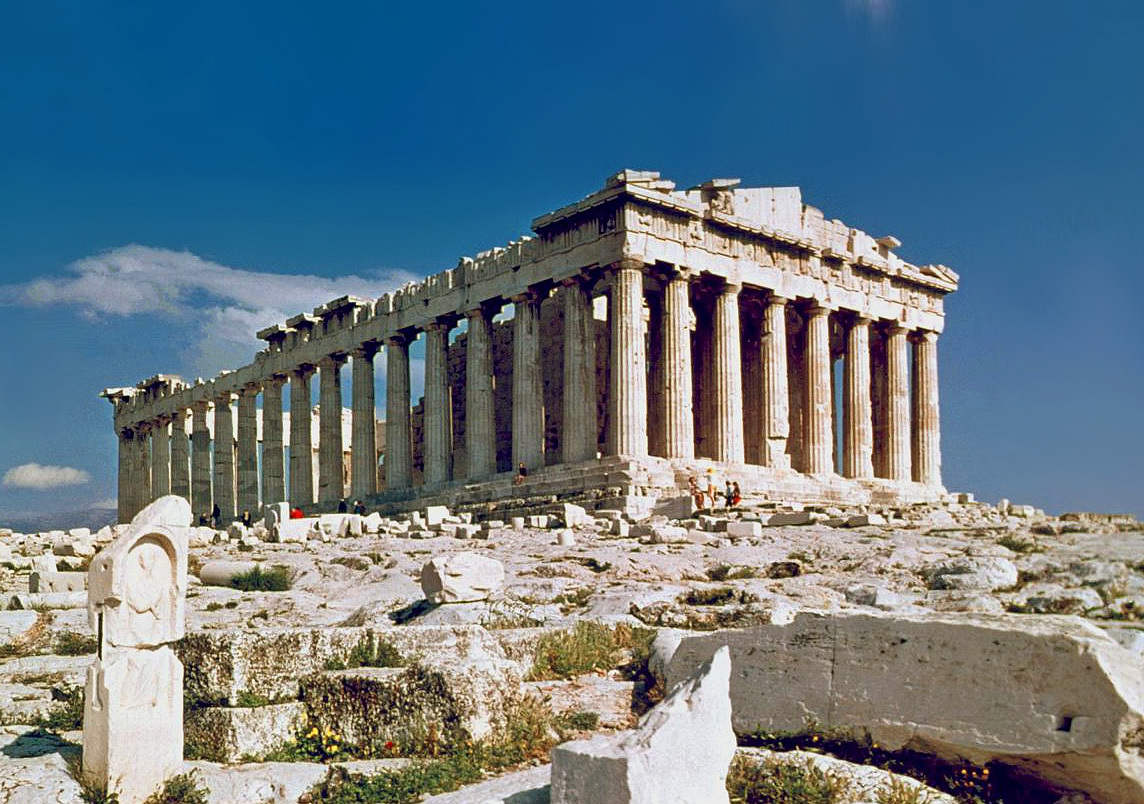
El Partenón, fue la catedral de la arquidiócesis desde el

La arquidiócesis tiene 46 775 km² y extiende su jurisdicción sobre los fieles católicos de rito latino residentes en las periferias de Ática, Grecia Central, Grecia Occidental y Peloponeso.
La sede de la arquidiócesis se encuentra en la ciudad de Atenas, en donde se halla la Catedral basílica de San Dionisio Areopagita. Desde el siglo VI hasta la conquista otomana en 1456 el Partenón fue la Catedral de la Virgen.
En 2023 en la arquidiócesis existían 12 parroquias.

## Historia

### Antecedentes
Como en la mayor parte de Grecia, la Iglesia de Atenas fue fundada por san Pablo durante su segundo viaje misionero, cuando predicó en el Areópago, probablemente en el año 50 o 51. Según los Hechos de los Apóstoles (17:16-34), tras el sermón, varias personas se convirtieron en seguidores de Pablo, formando así el núcleo de la Iglesia en Atenas. Dionisio Areopagita fue el primer obispo de Atenas, aunque también existe una versión que afirma que el primer obispo fue el santo mártir Jeroteo de Atenas.
Atenas se convirtió en sede sufragánea del metropolitanato de Corinto, sede metropolitana de la provincia romana de Acaya. Al igual que el resto de Iliria, Atenas perteneció originalmente a la jurisdicción del patriarca de Roma, pero el fortalecimiento progresivo del patriarca de Constantinopla y las cambiantes circunstancias políticas del siglo VII llevaron finalmente a la subordinación de toda Iliria Oriental a Constantinopla circa 731/732. A pesar del nombramiento ocasional de su obispo como vicario papal, principalmente en un intento de apuntalar la posición de Roma en la zona, Atenas misma permaneció firmemente subordinada a Corinto durante el período bizantino temprano.
Los cristianos de Atenas se habían acostumbrado a grabar los nombres de sus obispos fallecidos en las columnas del Partenón.

### Arquidiócesis latina medieval
En el momento de la Cuarta cruzada, la sede de Atenas estaba en manos de Miguel Coniata. Al negarse a reconocer la autoridad del papa, se vio obligado a abandonar su sede, que se convirtió en la arquidiócesis católica de Atenas bajo el arzobispo francés Berardo. La arquidiócesis de rito latino de Atenas fue erigida a principios del siglo XIII en conjunción con la conquista de Constantinopla por los cruzados en 1204. El Partenón, anteriormente una catedral griega, se transformó en la nueva catedral latina dedicada a la Virgen. El primer arzobispo fue el francés Berardo, cuya elección fue confirmada por el papa Inocencio III el 27 de noviembre de 1206.
El mismo pontífice, en unas cartas pertenecientes a su rica correspondencia, definió y aclaró el estatuto de la nueva arquidiócesis latina, en continuidad con la griega, de la que tomó el lugar. En la carta del 13 de febrero de 1209 enumeró las sedes sufragáneas de Atenas, que eran casi las mismas que tenía la arquidiócesis griega en ese momento: Euripo (Egripontis), Termópilas (Cermopilensem, sede en Bodonitsa), Daulia (Davaliensem), Aulon (Abelonensem), Oreo (Zorconensem), Caristo (Caristiensem), Coronea (Coroniacensem), Andros (Andrensem), Mégara (Megarensem), Esciros (Squirensem), y Ceos (Cheensem), aunque la mayoría de estas sedes estaban vacantes. En 1212, el antiguo arzobispado autocéfalo de Egina y la recién fundada sede de Salona (Salonensis) también aparecen como sufragáneas de Atenas. La sede católica permaneció vacante durante un período después de que la Gran Compañía catalana conquistara el Ducado de Atenas en 1311 debido al conflicto de los catalanes con el papado, y no hay constancia de un arzobispado residencial hasta mediados del siglo XIV. Con la misma carta el papa concedió a Berardo el palio.
La sede católica de Atenas permaneció vacante durante un período después de que la Gran Compañía catalana conquistó el Ducado de Atenas en 1311 debido al conflicto de los catalanes con el papado. Al tomar posesión del ducado en nombre de la Corona de Aragón y negarse a devolverlo a su legítimo heredero cuando el papa se lo solicitó, fueron excomulgados en 1318 y no se atestigua un arzobispo residencial hasta mediados del siglo XIV. Los catalanes fueron remplazados en el dominio del ducado por la Compañía navarra en 1388-1390.
Tras la caída de Constantinopla en manos del Imperio otomano en 1453, también los demás territorios de Grecia en manos occidentales acabaron siendo sometidos por los turcos y Atenas fue conquistada en 1458 a los descendientes de la Compañía navarra. El último arzobispo latino, Nicola Protimo, huyó de la ciudad y se refugió en la isla de Eubea, gobernada por la República de Venecia, en donde permaneció hasta su muerte en 1482. A partir de ese momento la arquidiócesis latina fue suprimida y transformada en sede titular.
El 3 de febrero de 1830 el Imperio otomano reconoció la independencia de Grecia (declarada el 25 de marzo de 1821) y el 9 de agosto de 1834 el papa Gregorio XVI mediante el breve pastoralis officii nostri instituyó la delegación apostólica de Grecia, con el encargo de velar por los intereses de los fieles católicos del nuevo reino griego. A la vez el breve adjudicó a la delegación apostólica la administración de los territorios del vicariato apostólico de Constantinopla que quedaron dentro del nuevo país.

### Restauración
El 23 de julio de 1875, mediante el breve Apostolatus officium el papa Pío IX restableció la arquidiócesis latina de Atenas, con jurisdicción sobre Ática, confiándosela a los delegados apostólicos de Grecia, que al mismo tiempo tenían el doble título de arzobispos (para la región de Ática solamente) y delegados apostólicos (para el resto del país).
El 18 de marzo de 1926, mediante el breve Quae catholico del papa Pío XI, el territorio del Peloponeso y la isla de Citera, hasta entonces sin jurisdicción eclesiástica y administrados directamente por el delegado apostólico, se unieron a la arquidiócesis de Atenas. En el mismo año, otros cambios territoriales introducidos por la Santa Sede pusieron fin al papel de delegado apostólico del arzobispo de Atenas.
Desde 1992 el arzobispo también ha sido administrador apostólico de la sede vacante de la arquidiócesis de Rodas.

## Estadísticas
Según el Anuario Pontificio 2024 la arquidiócesis tenía a fines de 2023 un total de 100 247 fieles bautizados.
| Año                                                                             | Población | Población | Población      | Sacerdotes | Sacerdotes | Sacerdotes | Católicos por sacerdote | Diáconos permanentes | Religiosos | Religiosos | Parroquias y cuasiparroquias |
| Año                                                                             | Católicos | Total     | % de católicos | Total      | Diocesanos | Regulares  | Católicos por sacerdote | Diáconos permanentes | Masculinos | Femeninos  | Parroquias y cuasiparroquias |
| ------------------------------------------------------------------------------- | --------- | --------- | -------------- | ---------- | ---------- | ---------- | ----------------------- | -------------------- | ---------- | ---------- | ---------------------------- |
| 1950                                                                            | 30 000    | 6 000     | 0.5            | 30         | 12         | 18         | 1000                    |                      | 60         | 77         | 9                            |
| 1958                                                                            | 46 000    | 4 000     | 1.1            | 35         | 12         | 23         | 1314                    |                      | 42         | 70         | 8                            |
| 1970                                                                            | ?         | ?         | ?              | 40         | 17         | 23         | ?                       |                      | 26         | 65         | 10                           |
| 1980                                                                            | 26 500    | 5 756 000 | 0.5            | 34         | 12         | 22         | 779                     |                      | 45         | 65         | 13                           |
| 1990                                                                            | 32 000    | 6 315 500 | 0.5            | 44         | 16         | 28         | 727                     |                      | 52         | 68         | 14                           |
| 1999                                                                            | 41 000    | 6 614 000 | 0.6            | 44         | 16         | 28         | 931                     |                      | 49         | 77         | 14                           |
| 2000                                                                            | 30 000    | 6 000     | 0.5            | 41         | 17         | 24         | 731                     |                      | 44         | 75         | 14                           |
| 2001                                                                            | 30 000    | 6 000     | 0.5            | 40         | 17         | 23         | 750                     |                      | 44         | 71         | 14                           |
| 2002                                                                            | 30 000    | 6 200 000 | 0.5            | 43         | 18         | 25         | 697                     |                      | 42         | 71         | 14                           |
| 2003                                                                            | 100 000   | 6 200 000 | 1.6            | 44         | 18         | 26         | 2272                    |                      | 41         | 73         | 14                           |
| 2004                                                                            | 100 000   | 6 200 000 | 1.6            | 41         | 18         | 23         | 2439                    |                      | 39         | 66         | 13                           |
| 2006                                                                            | 100 000   | 6 130 000 | 1.6            | 43         | 19         | 24         | 2325                    |                      | 38         | 60         | 14                           |
| 2012                                                                            | 101 600   | 6 285 000 | 1.6            | 41         | 19         | 22         | 2478                    | 2                    | 38         | 50         | 14                           |
| 2015                                                                            | 100 000   | 6 150 000 | 1.6            | 36         | 16         | 20         | 2777                    | 2                    | 34         | 51         | 15                           |
| 2018                                                                            | 100 000   | 6 145 400 | 1.6            | 43         | 23         | 20         | 2325                    | 3                    | 36         | 44         | 14                           |
| 2020                                                                            | 99 950    | 6 137 730 | 1.6            | 35         | 18         | 17         | 2855                    | 5                    | 34         | 38         | 14                           |
| 2022                                                                            | 99 750    | 6 127 000 | 1.6            | 36         | 19         | 17         | 2770                    | 5                    | 34         | 38         | 13                           |
| 2023                                                                            | 100 247   | 6 114 150 | 1.6            | 38         | 21         | 17         | 2638                    | 5                    | 34         | 38         | 12                           |
| Fuente: Catholic-Hierarchy, que a su vez toma los datos del Anuario Pontificio. |           |           |                |            |            |            |                         |                      |            |            |                              |

## Episcopologio

### Arzobispos latinos
- Berardo † (antes del 27 de noviembre de 1206-después de 1223?)
- Anónimo † (mencionado en 1243)
- Corrado de Sumo † (15 de febrero de 1253-? falleció)
- Anónimo † (mencionado en 1261)
- P. † (9 de noviembre de 1268-? falleció)
- Uldrico † (20 de mayo de 1273-? falleció)
- Stefano Mangiatero, O.P. † (circa 1300-?)
- Antonio de Talenti, O.S.B. † (?-circa 1339 falleció)
- Franceschino, O.Cist. † (1339-?)
- Nicola † (antes de 1345-? falleció)
- Giovanni † (8 de junio de 1351-? falleció)
- Nicola † (9 de junio de 1357-? falleció)
- Francesco, O.F.M. † (20 de agosto de 1365-?)
- Giovanni † (?-circa 1370 falleció)
- Antonio Balistari, O.F.M. † (27 de marzo de 1370-?)
- Antonio de Genebreda † (antes de 1382-? falleció)
- Antonio Blasi † (14 de mayo de 1388-?)
- Lodovico Aliotti † (12 de junio de 1392-1 de junio de 1398 nombrado obispo de Volterra)
- Antonio † (24 de abril de 1399-? falleció)
- Franceschino, O.Cist. † (?-9 de mayo de 1400 falleció)
- Andrea (Nicola) de Lucha, O.Carm. † (6 de septiembre de 1409-? falleció)
- Giovanni Antonio da Corinto † (2 de agosto de 1426-? falleció)
- Francesco † (5 de noviembre de 1427-? falleció)
- Filippo Aulini † (18 de mayo de 1429-? falleció)
- Nicola Protimo † (6 de julio de 1446-1482 falleció)

### Arzobispos titulares
- Giovanni Nicolini † (26 de abril de 1482-? falleció)
- Costantino Eroli † (9 de septiembre de 1496-1500 falleció)
- Antonio Trombetta (1514-1517 falleció)
- Bernardo da Cherio, O.F.M. † (29 de mayo de 1517-?)
- Jean de Barton † (24 de enero de 1530-?)
- Alexander Gordon † (4 de septiembre de 1551-1558 nombrado arzobispo a título personal de Whithorn-Galloway)
- Attilio Amalteo † (14 de agosto de 1606-1633 falleció)
- Gaspare Mattei † (5 de septiembre de 1639-13 de julio de 1643 nombrado cardenal presbítero de San Pancracio)
- Nicolò Guidi di Bagno † (15 de marzo de 1644-9 de abril de 1657 nombrado cardenal presbítero de San Eusebio)
- Iacopo Altoviti † (29 de julio de 1658-18 de abril de 1667 nombrado patriarca de Antioquía)
- Marcello d'Aste † (10 de diciembre de 1691-14 de noviembre de 1699 nombrado arzobispo a título personal de Ancona y Umana)
- Filippo Antonio Gualterio † (30 de marzo de 1700-21 de noviembre de 1701 nombrado arzobispo a título personal de Imola)
- Giuseppe Vallemani † (5 de diciembre de 1701-1 de agosto de 1707 nombrado cardenal presbítero de Santa María de los Ángeles)
- Pier Marcellino Corradini † (7 de noviembre de 1707-26 de septiembre de 1712 nombrado cardenal presbítero de San Juan ante la Puerta Latina)
- Silvio Cavalieri † (5 de octubre de 1712-11 de enero de 1717 falleció)
- Bartolomeo Massei † (3 de febrero de 1721-2 de octubre de 1730 nombrado cardenal presbítero de San Agustín)
- Francesco Saverio Albini † (8 de enero de 1731-11 de abril de 1740 falleció)
- Ludovico Merlini † (27 de octubre de 1740-24 de septiembre de 1759 nombrado cardenal presbítero de Santa Priscila)
- Giovanni Carlo Boschi † (22 de septiembre de 1760-21 de julio de 1766 nombrado cardenal presbítero de los Santos Juan y Pablo)
- Ignazio Reali † (26 de septiembre de 1766-8 de diciembre de 1767 falleció)
- Giuseppe Maria Contesini † (25 de enero de 1768-28 de febrero de 1785 falleció)
- Giulio Cesare Zollio † (27 de junio de 1785-13 de abril de 1795 falleció)
- Camillio Campanelli † (27 de junio de 1796-23 de septiembre de 1805 nombrado arzobispo a título personal de Perugia)
- Giovanni Francesco Guerrieri † (16 de marzo de 1808-27 de septiembre de 1819 nombrado arzobispo a título personal de Rímini)
- Giovanni Francesco Falzacappa † (27 de septiembre de 1819-10 de marzo de 1823 nombrado arzobispo a título personal de Ancona y Umana)
- Filippo Filonardi † (16 de mayo de 1823-3 de julio de 1826 nombrado arzobispo de Ferrara)
- Francesco Tiberi Contigliano † (2 de octubre de 1826-2 de julio de 1832 nombrado arzobispo a título personal de Iesi)
- Ludovico Tevoli † (17 de diciembre de 1832-17 de octubre de 1856 falleció)
- Mariano Falcinelli Antoniacci † (21 de diciembre de 1857-22 de diciembre de 1873 nombrado cardenal presbítero de San Marcelo)

### Arzobispos de Atenas
- Giovanni Marangò † (23 de julio de 1875-17 de diciembre de 1891 falleció)
- Giuseppe Zaffino † (29 de abril de 1892-7 de febrero de 1895 falleció)
- Gaetano De Angelis, O.F.M.Conv. † (10 de mayo de 1895-28 de marzo de 1900 falleció)
- Antonio Giovanni Battista Delenda † (29 de abril de 1900-10 de septiembre de 1911 falleció)
- Louis Petit, A.A. † (4 de marzo de 1912-24 de junio de 1926 renunció[nota 4][10])
- Giovanni Francesco Filippucci (Filippoussis) † (25 de enero de 1927-29 de mayo de 1947 nombrado arzobispo de Naxos, Andros, Tenos y Miconos)
- Marco Sigala † (29 de mayo de 1947-10 de marzo de 1950 falleció)
- Marius Macrionitis, S.I. † (11 de marzo de 1953-8 de abril de 1959 falleció)
- Venedictos Printesis † (15 de mayo de 1959-17 de noviembre de 1972 renunció)
- Nikólaos Fóscolos (25 de junio de 1973-12 de agosto de 2014 retirado)
- Sevastianos Rossolatos (12 de agosto de 2014-14 de julio de 2021 retirado)
- Theodoros Kontidis, S.I., desde el 14 de julio de 2021